# 錫勒亞奈
錫勒亞奈（羅馬化：Silyānah）是突尼西亞的城鎮，也是錫勒亞奈省的首府，位於該國北部，處於首都突尼斯市西南130公里，是該農產地區的中心，2004年人口24,243。
36°04′55″N 9°22′29″E / 36.0819°N 9.3747°E